# Amphimallon burmeisteri
Amphimallon burmeisteri (Brenske, 1886) è un coleottero appartenente alla famiglia degli scarabaeidae (sottofamiglia melolonthinae).

## Descrizione

### Adulto
A. burmeisteri è un insetto di dimensioni medio-piccole, che oscillano tra i 12 e i 14 mm. Sono di colore marroncino e presentano una lieve pubescenza sul pronoto. I maschi presentano l'ultimo segmento delle antenne più sviluppato, rispetto a quelli delle femmine.

### Larva
Le larve si presentano come vermi bianchi dalla forma a "C". Presentano le tre paia di zampe e il capo sclerificati e color rame.

## Biologia
Questa specie è tipicamente tardo primaverile-estiva. Gli adulti sono di abitudini crepuscolari e possono essere osservati volare attorno alle luci artificiali o le cime degli alberi. Questo permette di distinguerlo nettamente da un'altra specie congenerica del tutto simile: Amphimallon assimile.

## Distribuzione
A. burmeisteri è diffuso in Europa centrale, partendo dal sud della Francia e il nord Italia, fino alla Croazia e la Slovenia.